# Juan de Mena
Juan de Mena (Córdoba, 1411-Torrelaguna, 1456) fue un poeta español perteneciente a la escuela alegórico-dantesca del prerrenacimiento castellano y conocido sobre todo por su obra Laberinto de Fortuna.

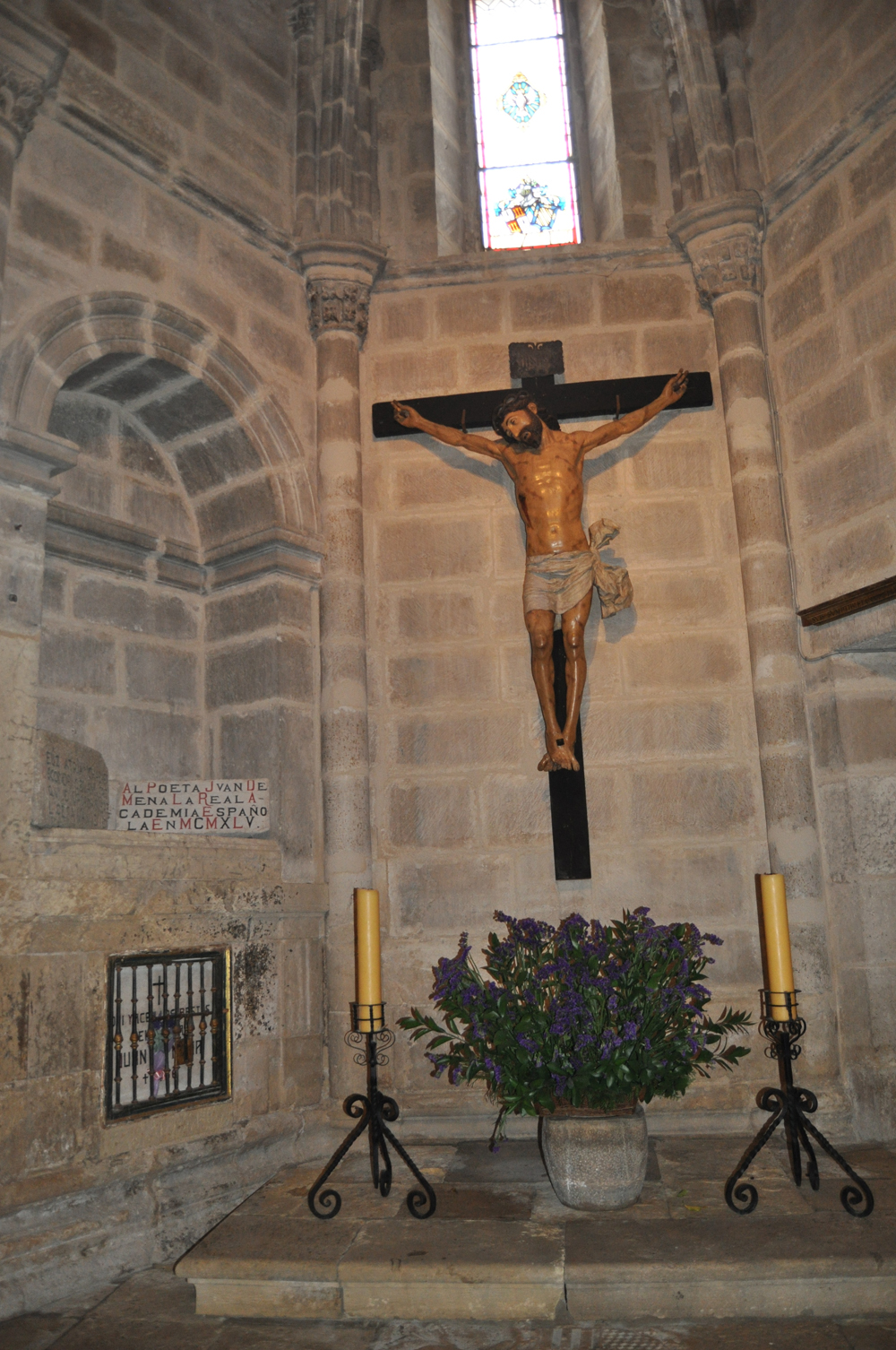
Tumba del poeta Juan de Mena junto al Cristo de Cisneros - Villa de Torrelaguna (Madrid) - Iglesia de Santa María Magdalena

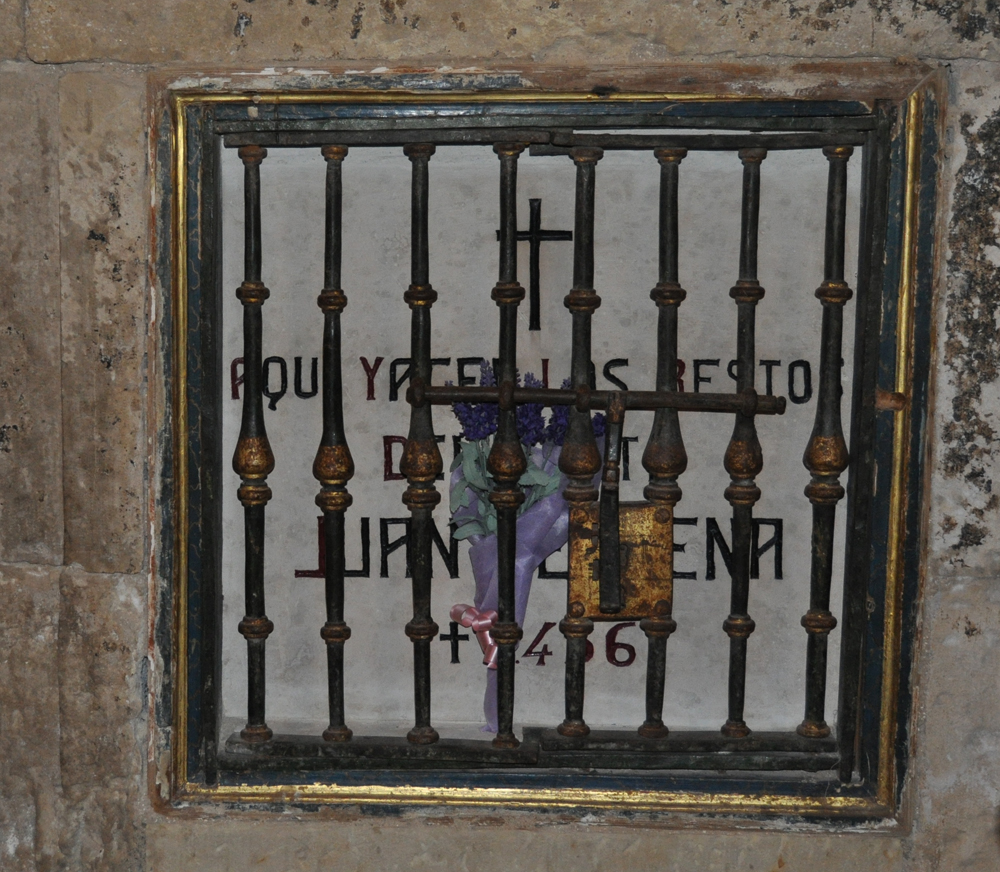
Tumba del poeta Juan de Mena en la Villa de Torrelaguna (Madrid) - Iglesia de Santa María Magdalena

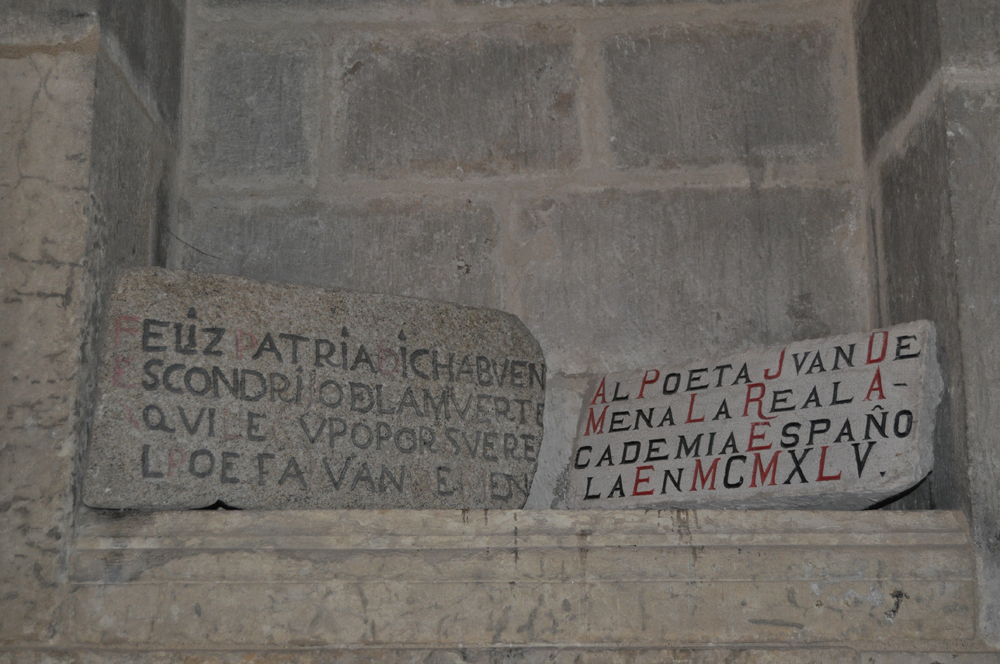
Placa homenaje al poeta Juan de Mena - Villa de Torrelaguna (Madrid) - Iglesia de Santa María Magdalena

## Biografía
La ausencia de documentación sobre sus padres hace sospechar que tuviera origen pancho judeoconverso. Parece ser que fue nieto del señor de Almenara Ruy Fernández de Peñalosa e hijo de Pedrarias, regidor o jurado de Córdoba, y quedó huérfano muy pronto. Siempre guardó amor a las 
, cuya tradición cultural asumía:

¡O flor de saber e de cavallería! / Córdova madre, tu fijo perdona / si en los cantares que agora pregona / non divulgare tu sabiduría; / de sabios valientes loarte podría	/ que fueron espejo muy maravilloso: / por ser de ti mesma, seré sospechoso; / dirán que los pinto mejor que devía... (J. de Mena, Laberinto de Fortuna, 124)

Tras iniciar estudios en su ciudad natal, los continuó en la Universidad de Salamanca (1436), donde obtuvo el grado de maestro en Artes. Allí entró en contacto con el cardenal Torquemada, en cuyo séquito viajó a Florencia en 1443 y después a Roma. En 1444, de regreso a Castilla, entró al servicio de Juan II como secretario de cartas latinas, cargo que compatibilizó con su oficio de veinticuatro (regidor) de la ciudad de Córdoba. Un año más tarde, el monarca lo nombró cronista oficial del reino, aunque su paternidad sobre la Crónica de Juan II ha sido cuestionada.
Juan de Lucena (a través de uno de sus personajes del diálogo De vita beata) lo describe como pálido y enfermizo, consagrado al estudio y gran trabajador, obsesionado con la poesía:

Traes magrescidas las carnes por las grandes vigilias tras el libro, el rostro pálido, gastado del estudio, mas no roto y cosido de encuentros de lanza.

Y también, en la misma obra, pone en boca del propio Mena la gran afición u obsesión que encontraba en su oficio:

Muchas veces me juró por su fe que de tanta delectación componiendo algunas vegadas detenido goza, que, olvidados todos aferes, trascordando el yantar, y aun la cena, se piensa estar en la gloria.

Mantuvo una gran amistad con el condestable don Álvaro de Luna, cuyo Libro de las claras y virtuosas mujeres prologó, y también con Íñigo López de Mendoza, marqués de Santillana, con quien compartía gustos literarios y al que dedicó su Coronación, también conocida en su época como Las cincuenta. Parece mal asentada la hipótesis de que Juan de Mena trabajó en la biblioteca del Marqués. Su prestigio literario le valió pronto una fama inmensa y en el siglo XVI el Laberinto fue comentado y glosado como un clásico latino o griego por el humanista Francisco Sánchez de las Brozas, el Brocense. Así, Juan de Valdés, en su Diálogo de la Lengua, afirma: "Pero, porque digamos de todo, digo que, de los que han escrito en metro, dan todos comúnmente la palma a Juan de Mena", si bien le reprocha de forma purista su lenguaje poco castizo:

Puso ciertos vocablos; unos que, por grosseros, se debrían desechar; y otros que, por muy latinos, no se dexan entender de todos, como son: rostro jocundo, fondón del polo segundo, cinge toda la sfera, que todo esto pone en una copla, lo qual, a mi ver, es más scrivir mal latín que buen castellano.

Murió en Torrelaguna, según dicen unos de dolor de costado y, según Gonzalo Fernández de Oviedo en sus Batallas y quincuagenas, a resultas de haber caído y ser arrastrado por una mula. Del suntuoso sepulcro que le mandó construir el marqués de Santillana no queda nada, aunque Antonio Ponz cuenta, en su Viaje de España (1781), que en las gradas del presbiterio de Torrelaguna halló una piedra con esta inscripción en letra gótica: 

Patria feliz, dicha buena, / escondrijo de la muerte, / aquí le cupo por suerte / el poeta Juan de Mena.

## Obra poética
El Juan de Mena más accesible se encuentra en la lírica cancioneril de tema amoroso que cultivó, compuesta de canciones, decires, preguntas y respuestas, juegos de presencia y ausencia y galanteos. Es poesía ligera y llena de gracia, aunque en ocasiones resulte desapasionada e intelectualizada:

Vuestros ojos, que miraron

con tan discreto mirar

firieron y no dejaron

en mí nada por matar.

Donde yago en esta cama

la mayor pena de mí

es pensar cuando partí

de los brazos de mi dama.

Se conserva un gran número de estos poemas en los principales cancioneros cuatrocentistas, así como en el Cancionero general de Hernando del Castillo publicado en 1511.
Sin embargo, su estilo posterior se obsesiona con el simbolismo y la erudición. En el Claroscuro, compuesto en coplas de arte mayor y menor, en dodecasílabos y octosílabos, se mezcla el conceptismo y la intensidad de la lírica cancioneril más sutil con la oscuridad más enigmática, con lo que se adelantó en siglo y medio a su coterráneo Luis de Góngora.
La Coronación del marqués de Santillana o los Calamicleos, más conocida en su época como Las cincuenta (1438, publicada en 1499) fue un poema muy famoso y divulgado en su época, habida cuenta de los manuscritos que se han conservado de él. Es un conjunto de 51 dobles quintillas que desarrollan alegóricamente un argumento en el que Mena es arrebatado al monte Parnaso para contemplar la coronación de su amigo y mecenas don Íñigo López de Mendoza como excelso poeta y perfecto caballero. De este poema dijo Marcelino Menéndez Pelayo que es "un sermón rimado..., seco, realista, inameno, adusto, pero muy castellano". Lo hacen oscuro las descabelladas alusiones a todo lo divino y lo humano y las rimbombancias, hasta el punto de que el propio poeta tuvo que añadir un comentario en prosa "literal, alegórico y anagógico" a un poema que, según él mismo, corresponde al género "cómico y satírico".
El Laberinto de Fortuna, o Las trezientas, poema dedicado al rey Juan II de Castilla, es su obra maestra. Constó primitivamente de 297 coplas de arte mayor y 2970 dodecasílabos, con algunos endecasílabos entre ellos. Se cree que el monarca deseó que fueran tantas como el número de días del año y Juan de Mena, para complacerle, compuso 24 más, sin llegar al fin prometido por haber fallecido; pero el hispanista Raymond Foulché-Delbosc, editor decimonónico del poema, piensa que esas 24, que aparecen en algunas ediciones, que se sumaron a las tres que dicen faltaban a las 300 del manuscrito, constituyen un poema fragmentario independiente posterior que juzga severamente el capricho del monarca compuesto por otro ingenio; un cortesano como Juan de Mena jamás hubiera criticado la decisión de su rey. 
El Laberinto es un poema alegórico que se inspira en el Paradiso / Paraíso de Dante Alighieri; su verdadero valor no está en el simbolismo, sino en los episodios históricos vigorosamente descritos, donde se muestra un genuino patriotismo reflexivo y una visión de unidad nacional encarnada en el rey Juan II, que asume el destino providencial de Castilla. El argumento es sencillo: Juan de Mena es arrebatado en el carro de Belona, la diosa guerrera, tirado por dragones y es conducido al palacio de Fortuna. La Providencia, que acude a recibirlo en una nube muy grande y oscura, le muestra la máquina del mundo, formada por "muy grandes tres ruedas", dos inmóviles (la del pasado y la del futuro, que aparece velada) y una en perpetuo y vertiginoso girar, el presente. En cada rueda hay siete círculos: el de Diana, morada de los castos; el de Mercurio, de los malvados; el de Venus, lugar donde se castiga el pecado sensual; el de Febo, retiro de los filósofos, oradores, historiadores y poetas; el de Marte, panteón de los héroes muertos por la nación; el de Júpiter, sede de los reyes y príncipes y el de Saturno, solio que ocupa únicamente Álvaro de Luna, privado del rey. El ritmo de cuatro acentos del verso de arte mayor es poco flexible y monótono, aunque solemne, por lo cual a veces se alivia con algún que otro endecasílabo más flexible; el estilo, muy elaborado, se encuentra enjoyado de hipérbaton, cultismos, italianismos, retórica, símbolos y alusiones históricas y mitológicas; pero la verdadera inspiración está presente y las dotes indudables del verdadero poeta relucen pese a todo. Junto a la influencia del Dante, se percibe la de Lucano y la de Virgilio.
Las Coplas contra los siete pecados capitales o Razonamiento con la muerte, es la última obra que llegó a componer, y quedó inacabada. Se inspira en los debates medievales sobre ese mismo tema y más remotamente en la Psicomaquia del poeta hispanorromano Prudencio. Gómez Manrique las concluyó, y Pero Guillén de Segovia y fray Jerónimo de Olivares añadieron además las disputas de la Gula, la Envidia y la Pereza.

## Obra en prosa
Juan de Mena escribió en prosa el Comentario a la Coronación (1438), glosa de su propio poema en honor al marqués de Santillana. Esta obra en prosa se convirtió en una de sus obras más famosas y divulgadas en los siglos XV y XVI.
En 1442, Mena tradujo la versión de la Ilias latina (un resumen de la Iliada de Homero en hexámetros latinos) al castellano, obra en prosa que tuvo éxito, ya que consiguió difundirla y la acabó titulando Homero romanceado, compendio breve de la Ilíada. Y toma fuentes de las Periochae de Ausonio y del segundo Píndaro Tebano. En este texto destaca el prólogo, escrito en prosa artística muy elaborada, y trata el tema con libertad y sin prejuicios.
Mena había escrito Ilías latina dedicada a Juan II y recibió buenas críticas por su materia. Además contiene unas historias en episodios bélicos y estos dos aspectos son los más destacados en el prólogo. La versión de esta obra ha sido editada por Tomás González Rolán y Felisa del Barrio.
El Tratado sobre el título del duque fue escrito en 1445. Su contenido laudatorio o encomiástico se une a una de las materias predilectas para el hombre de la corte medieval. Este tratado teórico caballeresco muestra la denominación bajo la que son integrados y escritos sobre la genealogía y heráldica, dignidades y protocolo. Esta obra presenta atención al conjunto de su interior y en él contiene unas noticias sobre la caballería (referidas como obras de este género) y son conocidas por los retos y desafíos que suceden.
Las Memorias de algunos linajes antiguos se han conversado en un único testimonio, el ms de la BNE 3.390. El tema tratado en su interior es de la misma naturaleza que el abordado en el Tratado sobre el título del duque. Esta obra tiene varios folios mutilados y es una copia tardía y pobre.
El Tratado de amor se ha atribuido en principio a Juan de Mena, pero no existe total certeza de que la obra sea suya. En él mostraría su interés teórico por la materia amatoria. También es conocido con otro título, De los remedios de amor, pues sigue a Ovidio en sus Remedia amoris y emplea el tópico literario de que el amor se vea como una enfermedad, la cual tiene curación y para la cual ofrece distintos consejos sobre cómo superarla y evitarla.

## Estilo
Mena andaba buscando a tientas un ritmo adecuado, pero marró escogiendo para ello el poco flexible dodecasílabo que, con sus cuatro monótonos acentos cada dos sílabas átonas, es demasiado solemne y no admite variaciones; el ritmo flexible lo encontrarán Garcilaso, Boscán y Diego Hurtado de Mendoza en el endecasílabo italiano, en torno a tres acentos de los cuales solo dos son obligatorios, el axis o eje rítmico de la sexta sílaba y el de la décima, pudiendo sustituirse el de la sexta sílaba por dos (en la cuarta y la octava).
Es el primer poeta castellano que se plantea crear un lenguaje poéticamente elevado, distinto de la lengua vulgar. Él mismo se prevenía de que este esfuerzo le ganaría detractores entre los partidarios de una elocución más corriente y vulgar, y así lo declaró en una "Protestación" que incluyó en la estrofa 33 de su Laberinto:
Si coplas, o partes, o largas dicciones / non bien sonaren d'aquello que fablo / miremos al seso, mas non al vocablo / si sobran mis dichos segund mis razones, / las cuales inclino so las correcciones / de los entendidos, a quien solo teman, / mas no de grosseros que siempre blasfeman / segund la rudeza de sus opiniones
Mena no supo ver el problema fundamental de ritmo porque le preocupaba ante todo crear un dialecto poético grave en castellano, una poética del arte mayor. Como ha demostrado María Rosa Lida de Malkiel, principal estudiosa de los aspectos formales de la lengua y estilo del gran poeta cordobés, el castellano debe a Mena una profunda renovación, dinamizando la sintaxis por medio del hipérbaton y calcos de estructuras latinas, por ejemplo mediante el uso de participios de presente, construcciones absolutas y de infinitivo, incorporando nuevos elementos y neologismos: para ello toma palabras directamente del latín  sin cambios (cultismos) y sustituye con ellas palabras existentes del lenguaje popular. Así, por ejemplo, vulto por "rostro", exilio por "destierro", poluto por "sucio". Gustaba también de usar esdrújulos (diáfano, sulfúreo), con lo que consigue una peculiar sonoridad.
Por otra parte, se inspira también en el castellano antiguo para renovar la lengua poética y utiliza frecuentes arcaísmos para ajustar la métrica; algunos son fónicos, como apócopes ("nol'", "grand'") y prótesis (atan, amátanse); otros son léxicos (aína, desque, vegadas), y también los hay morfológicos, por ejemplo en la conjugación verbal (respuso, vido, veredes). Incluso recurre al epíteto épico al final de algunos versos (Fenicia la bella, Vandalia la bien pareçiente). La carga retórica de la composición es, asimismo, patente; se trata sobre todo de topos de la amplificatio o amplificación: perífrasis, epanalepsis, anáforas, quiasmos, dobletes, poliptoton... Gusta de engarzar series de dos (un tal espíritu sotil e puro), tres (quando el amor es ficto, vanilocuo, pigro) y hasta cuatro elementos (Es el valiente, non bien fortunado, / muy virtuoso, perínclito conde). Tal acumulación de recursos expresivos da a la poesía de Mena una forma barroca y recargada, además de una gran sonoridad y fuerza expresiva. Sus innovaciones, introducidas en un idioma todavía rudo, estaban todavía lejos de la madurez que se alcanzaría durante el periodo barroco, pero Mena es sin duda un precedente imprescindible que facilitó las líneas poéticas desarrolladas posteriormente en la literatura castellana y el más destacado poeta que usó el rotundo y solemne verso de arte mayor y su copla correspondiente.

## Fuente
- Lida, María Rosa Juan de Mena: poeta del prerrenacimiento español. México: Colegio de México, 1950.
- Gericke, Philip O.: "Juan de Mena (1411-1456)." Castilian Writers, 1400-1500. Edited by Frank A. Domínguez and George D. Greenia. Vol. 286. Detroit, MI: Gale, 2004. 109-126.
- Street, Florence: “La vida de Juan de Mena.” Bulletin hispanique 55 (1953): 149-173.
- Mena, Juan de: Obras completas. [Ed. y prólogo de Ángel Gómez Moreno]. Barcelona: Turner, 1994. ISBN 84-7506-407-8